# Мілена Мюллерова
Мілена Мюллерова (чеськ. Milena Müllerová, 9 червня 1923, Бабіце, Прага-схід — 15 грудня 2009, Прага) — чехословацька гімнастка, олімпійська чемпіонка.

## Біографічні дані
На Олімпіаді 1948 Мілена Мюллерова зайняла 1-ше місце в командному заліку. В індивідуальному заліку вона зайняла 10-те місце. Також зайняла 6-те місце у вправах на кільцях, 15-те — у вправах на колоді і була 28-ю в опорному стрибку.